# Сюта Богдан Омелянович
Богдан Омелянович Сюта (нар. 28 листопада 1960, Дрогобич, Львівська область) — український музикознавець, піаніст, педагог і композитор, член НСКУ (1992), член Міжнародної асоціації нової музики «Європа — Європа» (ФРН, 1995), доктор мистецтвознавства (2007), професор (2011). Член Правління Київської та Республіканської організацій НСКУ (2010), науковий консультант Міжнародної організації народної творчості при ЮНЕСКО (2010), лауреат Премії ім. М. В. Лисенка (2013). Автор понад 650 публікацій, з яких більше 450 — наукові статті та книги.

## Біографічні дані
Народився в Дрогобичі. Здобув освіту у Львівській консерваторії, по класу композиції П. Гергелі (1984) і по класу фортепіано Ю. Боня (1985). У 1989—1992 навчався в аспірантурі Інституту мистецтвознавства, фольклору та етнографії ім. М. Т. Рильського АН УРСР, науковий керівник А. І. Муха
У 1984—1987 роках викладав в Дрогобицькому музичному училищі, в 1985—1989 — в Дрогобицькому державному педагогічному інституті ім. Івана Франка. Водночас, у 1985—1987 рр. був піаністом в джазовому інструментальному ансамблі «Діксиленд» викладачів Дрогобицького музичного училища, 1985—1990 рр.концертував у складі фортепіанного дуету з Л. Садовою, виступав як соліст та піаніст-акомпанеатор із Б. Щуриком (баритон). 1996—2002 неодноразово концертував у Швеції як артист камерних ансамблів.
У 1992—1997 роках працював ученим секретарем ІМФЕ, з 1996 — старший науковий співробітник із спеціальності «музичне мистецтво». В 1996—1998 роках — національний консультант Представництва ЮНІСЕФ в Україні. З 1997 року — член Наглядових рад Національної опери та Національної філармонії. В 1997-98 роках — заступник директора Державного камерного ансамблю «Київські солісти». 2001—2008 років — старший науковий співробітник відділу музикознавства ІМФЕ. З 2006 — професор кафедри теорії музики Національної музичної академії України ім. П. І. Чайковського.
З 1992 року — член Спілки композиторів України (нині Національна спілка композиторів України); з 1995 — член Асоціації нової музики «Європа-Європа» (ФРН); з 1991 року — співзасновник і член Суспільної Служби України. Кандидат (1992), доктор (2007) мистецтвознавства. Серед учнів — Т.Баран, І.Рябцева, Н.Проніна, О.Войтенко, Н.Сербіна, Д.Терентьєв.
22 березня 2013 року Богдану Омеляновичу присуджено Премію ім. М. В. Лисенка за наукові праці 2006—2011 років.
Брат Л. О. Сюти.

## Музикознавчі праці
Монографії
- Проблеми організації художньої цілісності в українській музиці другої половини XX століття: Монографічне дослідження. — Київ, 2004. — 120 с.;
- Музична творчість 1970-1990-х років: параметри художньої цілісності. Монографія. — Київ: Грамота, 2006. — 256 с.;
- Глобалізаційні та периферизаційні процеси в культурі як чинник організації художньої цілісності в сучасній музиці. — Дрогобич: Видавництво «Коло», 2007. — 60 с.;
- Основи парамузикознавства. — Київ: Видавничий дім Дмитра Бураго, 2010. — 176 с.
- Історія української музичної культури. — Київ, 2011. — 736 с. (в співавторстві з Л.Корній).
- Українська музична культура. Погляд крізь віки. — Київ: Музична Україна, 2014. — 608 с. (в співавторстві з Л.Корній).

Статті
- Фольклорні джерела оновлення творчості українських композиторів (1970-1980-ті роки // Народна творчість та етнографія. — 1991. — № 1. — С.34-40;
- Продовжувач родинних традицій // Свобода (США). — 1991. — № 71 і 72;
- Деякі чинники оновлення музичної драматургії творів українських композиторів 1970-80-х років (на матеріалі камерно-вокальної творчості) // Українське музикознавство. — Вип.26. — Київ, 1991. — С.103-113;
- Украинская музыка (1989—1990) // Российская энциклопедия. Ежегодник. — Москва, 1992;
- Київ Музик Фест’ 92 // Музика. — № 1. — С.4-6;
- Погребенник Ф. П. Наша дума, наша пісня: Нариси-дослідження // Українська мова та література в школі. — 1993. — № 1. — С.58-60;
- Контуры фестиваля // Музыкальная академия. — № 1. — 1993. — С.60-61;
- Міжнародний форум // Українська музична газета. — 1994. — № 2;
- Енергія від Сержа Лифаря // Літературна Україна. — 1994. — № 31;
- Ukraine // Handbook of Cultural Affairs in Europe. — Herausgegeben durch Andreas Johannes Wiesand — Zentrum für Kulturforschung, Bonn. — Baden-Baden: Nomos Verlaggesellschaft, 1994/95. — S. 583—590;
- Київ Музик Фест’ 95 // Українська музична газета. — 1995. — № 4;
- Михайло Андрієнко і європейський театр 1920-1930-х років // Михайло Андрієнко і європейське мистецтво XX ст. — Київ: Абрис, 1996. — С.52-56;
- Теле-шоу // Музика. — 1996. — № 2. — С.11-12;
- Щербаківський Д. М. // Мала енциклопедія етнодержавознавства. — Київ: Генеза; Довіра, 1996. — С.904-905;
- Гуслистий К. Г. // Мала енциклопедія етнодержавознавства. — Київ: Генеза; Довіра, 1996. — С.839;
- Українська музика // Мала енциклопедія етнодержавознавства. — Київ: Генеза; Довіра, 1996. — С. 153—154;
- Деякі питання індивідуально-стильової специфіки музичної драматургії українських композиторів 1970-1980-х років (камерно-вокальні твори) // Записки Наукового Товариства імені Шевченка. — Том ССХХХІІ: Праці музикознавчої комісії. — Львів, 1996. — С.179-193;
- Йорданський вечір «Києва» // Art Line. — 1997. — № 2. — С.15;
- Золотий засів Ніни Матвієнко // Культура і життя. — 1998. — № 12;
- Проблеми формотворення та драматургії у мистецьких творах українських і польських авторів 1970-80-х р.р. (на матеріалі музичної творчості) // Слов'янський світ. — Щорічник. — Вип.2. — Київ, 1998. — С.198-215;
- «Прем'єри сезону» // Музика. — 1998. — № 4. — С.2-4;
- «Українській музичній газеті» — 70! // Україна музична'98. — Київ: Фада Лтд, 1998. — С.38-40;
- Впливи німецької характерності в музичній творчості українських композиторів XIX-ХХ століть // Українсько-німецькі музичні зв'язки минулого і сьогодення: Збірник статей. — Київ, 1998. — С.43-50;
- Кілька слів до проблеми опрацювання фольклорних записів // Українська мова і література: історія, сучасний стан, перспективи розвитку: Науковий щорічник. — Тернопіль: Збруч, 1999. — С.26-30;
- Хор-фест «Золотоверхий Київ» // Культура і життя. — 1999. — № 16-17;
- Подвижницька праця на ниві української музичної культури // Народна творчість та етнографія. — 1999. — № 2-3. — С.38-43;
- До питання укладання спеціальних словників музичної термінології // Українські термінологічні словники з мистецтвознавства й етнології: досвід складання, проблеми й перспективи підготовки. — Київ, 1999. — С.52-53;
- Вплив австрійської музики початку XX ст. на розвиток української музичної культури // Українсько-австрійські культурні взаємини другої половини XIX-початку XX століття. — Київ-Чернівці, 1999. — С.158-165;
- Час авангарду // Культура і життя. — 2000. — № 5;
- Олександр Кошиць. З піснею через світ (подорож Української республіканської капели) // АНТ. — 2000. — № 4-6. — С.131-132;
- В авангарді вивчення історико-культурних цінностей українського народу // Народна творчість та етнографія. — № 4. — 2000. — С.7-9;
- Деякі політичні реалії в західноукраїнському фольклорі середини XIX — початку XX століть // Етнологія. Фольклористика. — Книга 1: Доповіді та повідомлення. — Одеса-Київ: Видавництво Асоціації етнологів, 2001. — С.413-427;
- Проблеми формотворення у музиці 1970-90-х р.р. // Етнос. Культура. Нація: Збірник наукових праць. — Випуск 2. — Дрогобич, 2001. — С.185-192;
- Осінні «Контрасти» Львова // Культура і життя. — 2001. — № 30;
- Музика молодих / Музика. — 2001. — № 6. — С.2-3;
- Формотворення у сучасній музиці та підходи жо його аналізу у системі вузівської освіти // Мистецтвознавчі записки. — Випуск 1. — Київ: 2001. — С.11-15;
- співавтор мультимедіа-CD традиційної народної творчості серії «Моя Україна»: «Берви» (Арт-Екзистенція, 2001) та «Карпати» («Арт-Екзистенція, 2004);
- Проблема форми в „новій музиці“ 1970-90-х р.р.: культурологічний аспект // Гуманітарна освіта в технічних вищих навчальних закладах. — Вип.1: Збірник наукових праць. — Київ, 2002. — С.196-204;
- Роль особистості музиканта-професіонала в розвиткові колективних творчих процесів // Традиційне й особистісне у мистецтві: Колективне дослідження.. — Київ: УЦНК „Музей Івана Гончара“, 2002. — С.138-141;
- Сучасна польська музика в Україні: сторінками фестивалів у Києві // Україна і Польща — Стратегічне партнерство: Історія. Сьогодення. Майбутнє. — Збірник наукових праць. — Частина друга. — Київ, 2002. — С. 224—227;
- Феномен культури нової віденської школи та її вплив на українську музику XX ст. // Слов'янський світ. — Щорічник. — Вип. 3. — Київ: Київський славістичний університет, 2002. — С.14-20;
- Про створення словників музичної термінології // Проблеми українського термінологічного словникарства в мистецтвознавстві й етнології: Науковий збірник Миколи Трохименка. — Том 1. — Київ: Редакція вісника „АНТ“, 2002. — С.112-115;
- Ескіз жіночої долі // Український жіночий рух: здобутки і проблеми. — Збірник наукових праць. — Випуск 1. — Дрогобич: Коло, 2002. — С.256-262;
- Добротворець (Євгенові Станковичу — 60) // Культура і життя. — 2002. — № 39;
- Використання спеціальної термінології у дослідженнях, присвячених вивченню сучасної музичної культури // Мистецтвознавчі записки. — Випуск 2. — Київ, 2002. — С.17-27;
- Координати доброчинності // Україна, 2002. — № 12. — С.16;
- теоретичні проблеми „нової музики“ в науковій концепції О. Костюка // матеріали до українського мистецтвознавства: Збірник наукових праць. — Випуск 2. — Київ, 2002. — С.154-157;
- Музика Мауриціо Каґля у Києві // Українська музична газета. — 2003. — № 1;
- Санкт-Петербурзькі гості Києва // Культура і життя. — 2003. — № 21-22;
- Die Tendenzen der Form- und Genrebildung in der polnischen Musik 1980—1990 (im ostslawischen „Neue Musik“-Kontext) // 13. Mednarodni slavistični kongres (Ljubljana, 15-21. avgusta 2003). — Zbornik povzetkov. — 2. Del: Književnost. Kulturologia. Folkloristika. Zgodovina slavistike. Tematski bloki. — Ljubljana, 2003. — S. 236;
- Тенденції формо- і жанротворення у польській музиці 1980-90-х років (у контексті „нової музики“ східних слов'ян) // Мистецтвознавство, фольклористика та етнологія слов'янських народів: ХІІІ Міжнародний з'їзд славістів (Любляна, Словенія). — Київ, 2003. — С.250-275;
- Інтертекстуальність та проблеми стилю і форми в українській музиці постмодернізму // Студії мистецтвознавчі. — Число 2. — Театр. Музика. Кіно. — Київ: Видавництво ІМФЕ, 2003. — С. 13-19;
- Мирослав Скорик: Мені близька висока поезія, тому маю в доробку чимало творів на вірші Шевченка і Франка // Хрещатик. — 2003. — № 156;
- Фрагментаризм як засіб організації цілого в сучасній музиці // Матеріали до українського мистецтвознавства: Збірник наукових праць. — Вип.3 (На пошану А. І. Мухи). — Київ, 2003. — С. 103—105;
- Феномен Антона Мухи // Матеріали до українського мистецтвознавства: Збірник наукових праць. — Вип.3 (На пошану А. І. Мухи). — Київ, 2003. — С. 5-6;
- Музична режисура Василя Вовкуна // Культура і життя. — 2003. — № 43. — С. 1;
- Київ Музик Фест'2003 // Українська культура. — 2003. — № 11-12. — С. 5;
- Київ Музик Фест — 2003 // Студії мистецтвознавчі. — 2003. — Число 4. — С. 105—107;
- Дві книги про Осипа Роздольського // Студії мистецтвознавчі. — 2003. — Число 4. — С. 117—120;
- Категорія дискурсу в аналізі організації художньої цілісності в сучасній музиці // Мистецтвознавчі записки. — Випуск 3-4. — Київ, 2003. — С. 3-11;
- Повелителька сердець або Ще один погляд на ту ж подію // Українська музична газета. — 2004. — № 1 (51). — С. 4;
- Шанувальникам музичної старовини // Культура і життя. — 2004. — № 17. — С. 4;
- Польська „нова музика“ 1970-80-х р.р. та її рецепція в Україні // Комплексне дослідження духовної культури слов'ян: Колективна монографія. — Київ, 2004. — С. 149—156 (співавтори: Русанівський В. М., Лукінова Т. Б., Гриценко П. Ю., Figura M. та ін.);
- Текстові взаємодії та організація художньої цілісності в сучасній музиці // Музичне мистецтво і культура. — Науковий вісник. — Випуск 4. — Книга 1. — Одеса: Друк, 2003. — С.66-79;
- Народний мелос у музиці галицьких композиторів 1910-1940-х р.р.: впливи Миколи Лисенка (на прикладі фортепіанних творів) // Микола Лисенко та українська композиторська школа (До 160-річчя від дня народження М. В. Лисенка): Збірник наукових праць. — Київ [б.в.], 2004. — С. 178—196;
- Культурно-стильова полілогічність музичних текстів постмодернізму як чинник організації художньої цілісності в українській музиці 1970-х років // Українське мистецтвознавство: матеріали, дослідження, рецензії. — 2004. — Вип.. 5. — С. 95-102;
- „Київ Музик Фест“ — вп'ятнадцяте! // Студії мистецтвознавчі. — Число 4(8): Театр. Музика. Кіно. — Київ, 2004. — С. 100—102;
- Традиційний фольклор на „Київській Русі“ // KINO-КОЛО. — 2004. — весна (21). — С. 65-66;
- Шанувальникам музичної старовини // Музика. — 2004. — № 3. — травень-червень. — С. 31-32;
- Кіч у стильових параметрах українського музичного постмодернізму // Записки Наукового товариства ім. Тараса Шевченка. — Том CCXLVII: Праці музикознавчої комісії. — Львів, 2004. — С. 138—153;
- „Веселкові передзвони“ // Культура і життя. — 2005. — № 3-5. — С. 2;
- Портрет акторки // Культура і життя. — 2005. — № 12-13. — С.4. Інтертекстуальність як засіб організації форми в українській музиці постмодернізму // Українська та світова музична культура: сучасний погляд: Збірка статей. — Науковий вісник Національної музичної академії України імені П. І. Чайковського. — Випуск 36. — Книга 1. — Київ, 2005. — С. 20-32;
- „Музика молодих“: проблеми творчості і рецепції // Музика. — 2005. — № 4 (351). — липень-серпень. — С. 4-5;
- Особливості позамузичних чинників організації художньої цілісності в музичних текстах кінця XX ст. // Вісник Прикарпатського університету. — Мистецтвознавство. — Випуск VIII. — Івано-Франківськ, 2005. — С. 63-72;
- Деякі аспекти організації художньої цілісності у композиторській творчості останньої третини XX століття // Питання організації художньої цілісності музичного твору: Науковий вісник Національної музичної академії України ім. П. І. Чайковського. — Випуск 51: Збірка статей. — Київ, 2005. — С. 24-31;
- Числово-масштабні пропорції та організація цілісності в сучасній музиці // Музична україністика: сучасний вимір. — Київ, 2005. — С. 116—124;
- Переднє слово // Ансамблі для духових інструментів (З нотного зібрання Розумовських. Партитура і голоси) / Упорядкування та загальна наукова редакція Б. О. Сюти. — Київ: Комора, 2005. — С. 1-2 (Усіх 64 с. + голоси);
- Глобалізаційні та периферизаційні процеси в культурі як инник організації художньої цілісності в сучасній музиці. Дослідження. — Київ: УБСП „Комора“, 2006. — 60 с.;
- Деякі тенденції розвитку музики другої половини XX ст. (в контексті поглядів М. Рильського) // Художні та наукові картини світу XX століття. Колективна монографія на честь 110-ї річниці народження Максима Рильського. — Київ, 2006. — С. 140—144;
- Константні моделі в процесі музичного смислоутворення // Теоретичні та практичні аспекти музичного смилоутворення: Науковий вісник Національної музичної академії України ім. П. І. Чайковського. — Випуск 60: Збірка статей. — Київ, 2006. — С. 69-77;
- Осінній ужинок „Музик Фесту — 2006“ // Музика. — 2006. — № 6 (листопад-грудень). — С. 2-4;
- Глобалізаційні процеси як чинник периферизації музичної культури слов'янських народів // Агора. Подолання розбіжностей — розвиток особливостей. Випуск 4. — Київ: Стилос, 2006. — С. 155—164;
- Музична режисура Василя Вовкуна // Паралельні видива Василя Вовкуна. — Київ, 2007. — Ч. 1. — С. 28-33;
- Концепція художньої цілісності в польському музичному постмодернізімі та її рецепція в Україні // Художня культура: Актуальні проблеми. — Науковий вісник. — Випуск третій. — Київ: Видавничий дім А+С, 2006. — С. 101—113;
- Глобалізаційні процеси та музична творчість на межі третього тисячоліття // Левко Колодуб: Сторінки творчості (статті, дослідження, спогади): Науковий вісник Національної музичної академії України ім. П. І. Чайковського. — Випуск 50: Збірка статей. — Київ, 2006. — С. 258—276;
- Художня цілісність у музичних текстах постмодернізму. Впливи позамузичних чинників // Мистецтвознавство України. — Збірник наукових праць. — Київ, 2006. — Випуск 5-7. — С. 88-97;
- Музичний світ Геннадія Ляшенка // Українська музична газета. — 2007. — № 2 (64). — С. 10;
- І трохи нової музики для сучасної публіки… // Українська музична газета. — 2007. — № 3 (65). — С. 3;
- Формування науково-творчих парадигм у музиці XX ст. // Музикознавчі студії інституту мистецтв Волинського державного університету імені Лесі Українки та Національної музичної академії України імені П. І. Чайковського: Збірник наукових праць. — Випуск 1. — Луцьк: РВВ „Вежа“ ВДУ ім. Лесі Українки, 2007. — С. 5-19;
- Ми живемо театром… // Культура і життя. — 2007. — № 43 (4251). — 24 жовтня. — С. 1;
- Музична режисура Василя Вовкуна // Паралельні видива Василя Вовкуна. — Київ, 2007. — Ч. 1. — С. 28-33;
- Оперне приношення під знаком Соборності // Паралельні видива Василя Вовкуна. — Київ, 2007. — Ч. 1. — С. 231—236;
- Чинники формування науково-творчих парадигм у музиці XX століття // Музично-творчий процес: наукові рефлексії: Науковий вісник Національної музичної академії України ім. П. І. Чайковського. — Випуск 72: Збірка статей. — Київ, 2008. — С. 19-28;
- Деякі особливості методики аналізу сучасної музики // Мистецтвознавчі записки: Збірник наукових праць. — Вип. 13. — Київ: Міленіум, 2008. — С. 3-9;
- Глобалізаційні процеси як чинник периферизації музичної культури слов'янських країн // Слов'янські обрії: Збірник наукових праць. — Випуск 2. — Київ, 2008. — С. 700—728;
- Глобалізаційні процеси як чинник трансформації музичної культури слов'янських країн // XIV Меѓународен конгрес на слависти. Зборник на резимеа. ІІ том: Литература. Култура. Фолклор. Историја на славистика. Тематски блокови. — Зборник на резимеа. — Скопје 2008. — S. 221—222;
- Деякі аспекти методики аналізу сучасної музики // Студії мистецтвознавчі. — 2008. — Число 4 (24): Театр. Музика. Кіно. — С. 120—124;
- Антон Іванович Муха // Студії мистецтвознавчі. — 2008. — Число 4 (24): Театр. Музика. Кіно. — С. 133—134;
- Інтердискурс в українській музиці 1920-1930-х років: деякі аспекти // Науковий вісник НМАУ ім. П. І. Чайковського. — Вип. 67. Музична культура України 20-30-х років XX століття: тенденції і напрямки. — Київ, 2008. — С. 4-11;
- Корифей українського музикознавства // Музична україністика: сучасний вимір. — Випуск 3. — Київ, 2009. — С. 9-30;
- Глобалізаційні процеси як чинник сучасної політики в галузі музичної культури // Діалог культури і політики: Науковий вісник „Курбасівські читання“. — № 4. — Київ, 2009. — С. 44-50;
- Особливості рецепції академічної музики в умовах глобалізації // Науковий вісник НМАУ ім. П. І. Чайковського. — Вип. 75. Композитор і сучасне соціокультурне середовище. — Київ, 2009. — С. 19-24;
- Інтердискурс в українській музиці кінця XX ст. // Музична україністика: сучасний вимір. — Випуск 4. — Міжвідомчий збірник наукових статей на пошану доктора мистецтвознавства, професора Марії Загайкевич. — Київ, 2009. — С. 40-46;
- Дистинктивні параметри характеристики української музики другої половини XX ст. // Мистецтвознавство України: Збірник наукових праць. Випуск десятий. — Київ, 2009. — С. 88-94;
- Концепція худождньої цілісності в польському музичному постмодернізмі та її рецепція в Україні // Літературний ярмарок. — https://web.archive.org/web/20160305014225/http://www.lit-jarmarok.in.ua/index.php?option=com_content&task=view&if=55&itemid=29;
- Дискурс у музиці й теорія дискурс-аналізу в музичній науці // Студії мистецтвознавчі. — 2010. — Число 1 : Театр. Музика. Кіно. — С. 35—42;
- Художня рефлексія як чинник гіпертекстового прочитання музичного твору // Актуальні проблеми мистецької практики і мистецтвознавчої науки.  – Мистецькі обрії'2009. — Вип. 2 (11).  — Київ, 2010. — С. 222—226;
- Парамузыкальноречевые параметры современного музыкального дискурса // Žmogus kalbos erdevėje. — № 6: Mokslinių staipsnių rinkinys. — Kaunas, 2010. — С. 489—496;
- Шляхи формування науково-творчих парадигм у музиці XX ст. // Музична україністика: сучасний вимір. — Випуск 5. — Міжвідомчий збірник наукових статей на пошану композиторки Богдани Фільц. — Київ, 2010. — С. 197—206;
- Деякі особливості позамузичних чинників організації художньої цілісності в сучасній музиці // Часопис Національної музичної академії України імені П. І. Чайковського. — 2011. — № 1 (10). — С. 17—30;
- Нові термінологічні парадигми в метамові сучасного музикознавства // Актуальні явища у сучасних слов'янських мовах і літературах.  – Olomouc: UP v Olomouci, 2011. — S. 41-45;
- „Світ Миколи Лисенка“ // Часопис Національної музичної академії України імені П. І. Чайковського. — 2011. — № 3 (12). — С. 139—141;
- Роль суб'єкта в парамузичній комунікації // Камерно-інструментальний ансамбль: історія, теорія, практика: Наукові збірки Львівської національної музичної академії ім. М. В. Лисенка: Виконавське мистецтво. — Вип. 25. — Львів, 2011. — С. 16-30;
- Минуле й сучасне в музичному дискурсі // Слов'янські обрії: Збірник наукових праць. Вип. 4 / НАН України, Український комітет славістів, Національна↵бібліотека України імені В. І. Вернадського. — Київ, 2012. — С.235-241;
- Жанри музичної мови: постановка питання // Українське музикознавство: науково-методичний збірник. — Вип. 38: Пам'яті Ігоря Пясковського / упоряд. М. Д. Копиця. — Київ: НМАУ ім. П. І. Чайковського, 2012 (2013). — С138-159;
- Книжка про великого майстра // Слово Просвіти. — Ч. 31 (720). — 8-14 серпня 2013. — С12;
- На порозі третього тисячоліття // Національній музичній академії України ім. П. І. Чайковського 100 років / авт.-упоряд. В. Рожок. — Київ: Музична Україна, 2013.— С.304-317;
- Мовне поняття жанровий тип у термінологічному корпусі теорії музики // Současné slovanské jazyki a literatury: tradice a současnost / Alla Archangelska (ed.). — Olomouc, 2014.— С.159-167;

- Українська музична енциклопедія (близько 180 статей). — Т. 1 — 5. — 2006—2018.
- Художня культура західних і південних слов'ян (XIX — початок XX століття): енциклопедичний словник (158 статей). — Київ, 2006. — 248 с.
- Проблеми формотворення у музиці 1970-90-х р.р. // Етнос. Культура. Нація: Збірник наукових праць.
- Особливості мовних жанрів у сучасній музичній комунікації // Лінгвостилістичні студії. Науковий журнал. — Випуск 3. — Луцьк: Східноєвропейський національний університет імені Лесі Українки, 2015. — С.177-184;
- Фестивальні рефлексії // Музика // 2016. — № 3. — С.18-21;
- Speech Genres of Music. — Інтернет-ресурс. Режим доступу: https://www.academia.edu/10229024;
- Корифей українського музикознавства // Часопис Національної музичної академії України імені П. І. Чайковського. — 2018. — № 2 (39). — С.120-124;
- Феномен гри в сучасній музичній творчості // Science and society. Proceedings of the 5th International conference. — Accent Graphics Communications & Publishing, Hamilton, Canada, 2018. — Pp. 1227—1243;
- Взаємодія жанрів вербального і музичного мовлення в контексті інтермедіальних атракцій // Intertextualita a intermedialita: v prostoru ukrainského jazyka, literatury a kultury. Monografie / Alla Arkhangelska (Ed.). — Olomouc´:Univerzita Palackeho v Olomouci, 2018. (співатори: Arkhangelska A., Bybyk S., Yermolenko S., Kots T., Levchenko O., Mamych M., Prylypko S., Skoryna L., Syuta H., Zagnitko A.);
- Дві нові книги про музику // Музика. — 2018. — № 2 (С.47-48) і № 3 (С.44-47).

## Музичні твори
для симфонічного оркестру — * Вальс (1978)
- П'єса для арфи з оркестром (1982)
- Симфонія (1984);

смичкові квартети № 1 і 2 (1982 та 1984-85);
для камерних складів — * „Цикл 2“ для двох кларнетів in B та двох фаготів,
- Варіації для флейти, скрипки та арфи (клавесина) (1982)
- Музика для двох альтів (1993)
- Musica simplicita для двох скрипок та фортепіано (1996)
- Варіації на тему В.Сефве „Томтарнас Юльнатт“ для скрипки і бандури (1999)
- Фантазія на шведську тему для скрипки, альта та фортепіано (1999)
- „Svenska Psalm № 303“ для баса та інструментального ансамблю (2002);

для фортепіано — * Дитячий альбом (1977)
- Сонатина (1979)
- Три прелюдії (1978)
- П'єса „О“ (1979)
- Три маленькі п'єси (1980)
- Прелюдія (1981)
- „Три конкретні п'єси“ (1983)
- Два твори для фортепіано (1984)
- балада „Небо полеглого безвісти“ (1985—1986);

для кларнета і фортепіано
- „Три п'єси“ (1980);

для туби і фортепіано — * „Танець рожевого крота“ (1980);
для хору — * „Ой, не жалуй, моя мила“, укр. нар. пісня для камерного хору а капела (1983)
- „Перемога Герніки“, кантата для мішаного хору а капела та солістів на вірші П.Елюара (1984—1987)
- „Слово Проповідника“ на тексти з Нового Заповіту для мішаного хору і солістів (1995);

для голосу з фортепіано — * „Романс“ на вірші Лесі Українки для сопрано і фортепіано (1977)
- „Два вірші Дзюна Такамі“ для баса і фортепіано (1980)
- Три вірші Г.Гейне для тенора і фортепіано (1981)
- Два „романси“ на вірші А.Вознесенського та Л.Костенко (1982);
- Сім віршів Ф. Г. Лорки» для голосу і фортепіано (1983);

Інше
- «Ой, горе тій чайці» обробка укр. нар. пісні для сопрано і фортепіано (1987);
- аранжування та переклади творів різних композиторів для камерних складів.